# Сьерра-де-Айльон
Сье́рра-де-Айльо́н (исп. Sierra de Ayllón) — горный массив в Испании.

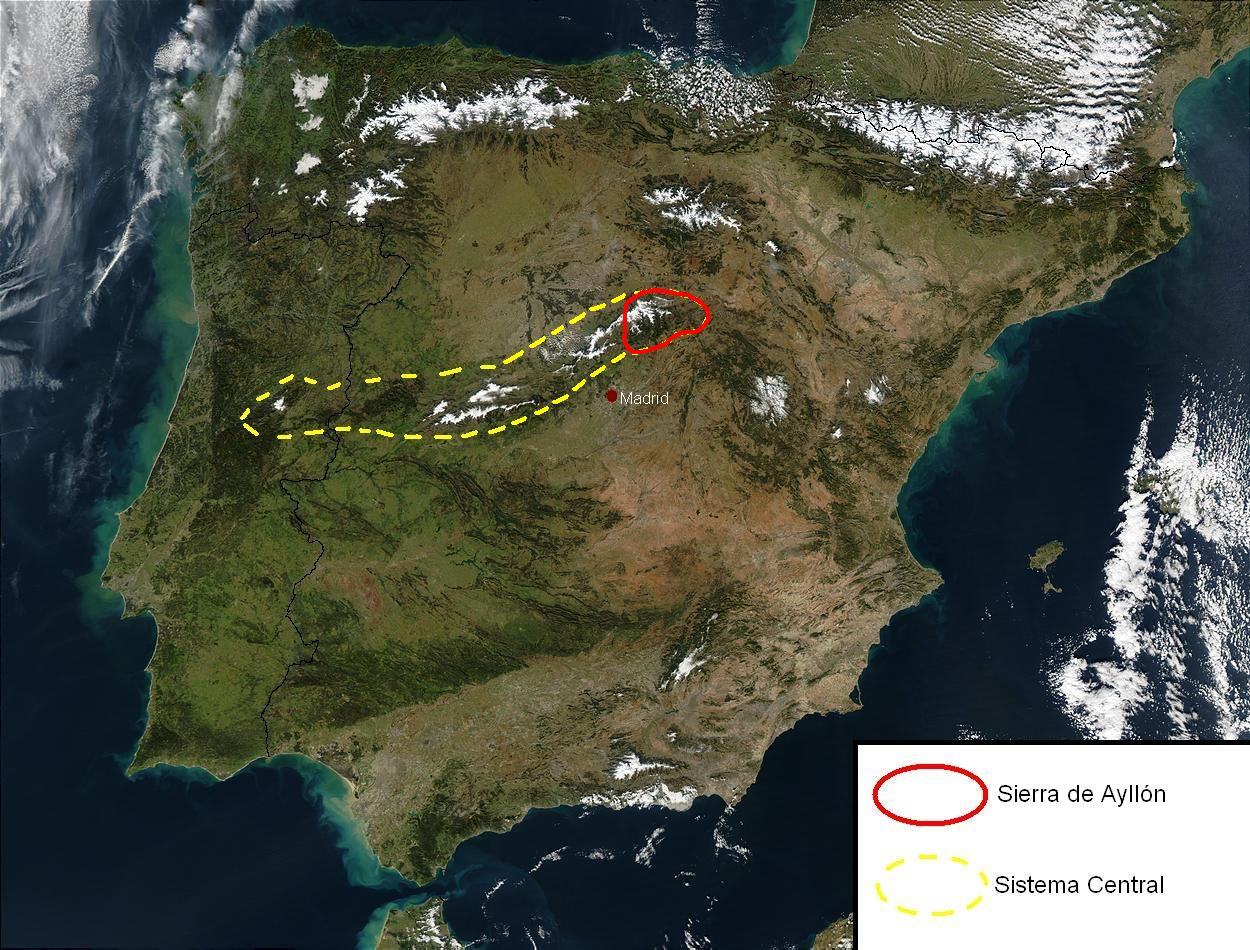

Высота над уровнем моря — 2273 м (Пико-дель-Лобо). Геологически массив сложен гранитами и относится к системе Пиренейской Центральной Кордильеры. Сьерра-де-Айльон расположен на границе автономных сообществ Мадрид, Кастилия и Леон (Провинция Сеговия) и Кастилия-Ла-Манча (Провинция Гвадалахара).
В массиве более 20 вершин высотой более 2000 м, однако, относительная высота их невелика. Кроме Пико-дель-Лобо известна гора Пенья-Себольера (2129 м), являющаяся точкой схождения границ трёх испанских провинций. Западнее и северо-западнее от Сьерра-де-Айльон находится массив Сьерра-де-Гвадаррама, северо-восточнее расположен массив Сьерра-Министра, относящийся к другой горной системе — Иберийские горы.
В массиве преобладают высоты 900—1200 м над уровнем моря. В нижней части Сьерра-де-Айльон покрыт дубовыми лесами, выше преобладает сосна, на больших высотах — кустарники и альпийские луга.